# Чапин (Илиноис)
Чапин (енгл. Chapin) град је у америчкој савезној држави Илиноис.

## Демографија
По попису из 2010. године број становника је 512, што је 80 (-13,5%) становника мање него 2000. године.
| Група             | 2000.       | 2010.       |
| Белци             | 587 (99,2%) | 502 (98,0%) |
| Афроамериканци    | 0 (0,0%)    | 10 (2,0%)   |
| Азијати           | 0 (0,0%)    | 0 (0,0%)    |
| Хиспаноамериканци | 0 (0,0%)    | 0 (0,0%)    |
| Укупно            | 592         | 512         |